# 49 Korpus Obrony Powietrznej (ZSRR)
49 Wołgogradzki Korpus Obrony Powietrznej – wyższy związek taktyczny wojsk obrony przeciwlotniczej Sił Zbrojnych ZSRR.

## Struktura organizacyjna
W latach 1991–1992
- dowództwo – Dniepropietrowsk
- 96 Brygada Rakietowa Obrony Powietrznej – Wasylków
- 148 Brygada Rakietowa Obrony Powietrznej – Charków
- 212 Brygada Rakietowa Obrony Powietrznej – Mariampol
- 138 pułk rakietowy OP – Dniepropietrowsk
- 276 pułk rakietowy OP – Swierdłowodzk
- 317 pułk rakietowy OP – Ługańsk
- 392 pułk rakietowy OP[b] –  Umań
- 508 pułk rakietowy OP – Donieck
- 613 pułk rakietowy OP – Krzywy Róg
- 138 Brygada Radiotechniczna – Wasylków
- 164 Brygada Radiotechniczna – Charków
- 223 mieszany pułk lotniczy – Kijów
- 95 węzeł łączności  – Dniepropietrowsk